# Iglesia ortodoxa serbia
La Iglesia ortodoxa serbia (en serbio: Српска православна црква, romanizado: Srpska pravoslavna crkva; designada a veces con las siglas СПЦ o SPC) o Iglesia de Serbia es, por su antigüedad, la sexta de las Iglesias autocéfalas en la comunión ortodoxa y la segunda Iglesia ortodoxa eslava más antigua, tras la Iglesia ortodoxa búlgara.
En la Iglesia ortodoxa serbia actualmente hay unos 16 millones de cristianos ortodoxos de Serbia, Montenegro, Bosnia-Herzegovina, Macedonia del Norte y Croacia, y tiene también exarcados e iglesias de representación patriarcal en otros lugares del mundo para atender a la diáspora serbia. El Patriarca de Serbia es el primero entre iguales dentro de su Iglesia; su título completo es Arzobispo de Peć, Metropolita de Belgrado y Karlovci, y Patriarca de los serbios. El patriarca actual es Porfirio.
La Iglesia ortodoxa serbia es autocéfala, o eclesiásticamente independiente; alcanzó la categoría de autocéfala en 1219 bajo la dirección de San Sava, convirtiéndose en una archieparquía independiente de Žiča. Su estatus fue elevado a patriarcado en el siglo XIV, y fue conocido después como el Patriarcado de Peć. El patriarcado fue abolido por los turcos otomanos en el siglo XVIII. La moderna Iglesia ortodoxa serbia fue restablecida en 1920 tras la unificación del Patriarcado de Karlovci, el Metropolitano de Belgrado y el Metropolitano de Montenegro.
La Iglesia ortodoxa serbia posee muchas reliquias importantes cristianas, como la mano derecha de Juan el Bautista, partes del cráneo y la mano de san Jorge, segmentos de la Santa Cruz, el dedo de santa Paraskevi y el cuerpo de san Basilio de Ostrog, entre otros.

## Historia

### Edad temprana del cristianismo
Los Santos Floro y Lauro, venerados como mártires cristianos del siglo II, fueron asesinados junto con 300 cristianos en Lipljan, en lo que actualmente es Kosovo. El emperador romano Constantino el Grande (306-337), nacido en Niš, fue el primer emperador cristiano y promulgó el Edicto de Milán (313), que proclamaba la tolerancia religiosa de cualquier confesión en todo el imperio.
Entre la antigua herencia cristiana está el Arzobispado de Justiniana Prima, que tenía el conjunto de la actual Serbia bajo su jurisdicción, y se formó en el año 535. Sin embargo, el Arzobispado no duró mucho, ya que los eslavos y los ávaros lo destruyeron poco después del 602, cuando apareció la última mención que se hace de ella.
Los serbios entraron en contacto con la cristiandad durante el reinado del emperador Heraclio (610-641), cuando "los ancianos de Roma", de acuerdo con Constantino VII en sus anales (913-959), bautizaron y expusieron la fe de los cristianos a los serbios. Esto habría tenido lugar durante el papado bizantino (papas griegos durante los años 678-752).
Durante el gobierno de Constancio II (641-668), los serbios (eslavos) fueron reasentados en Asia Menor (649 o 667) de las zonas de "alrededor del río Vardar" a la ciudad de Gordoservon (hábitat serbio). Isidoro, el "Obispo de Gordoservon", es mencionado en el año 680, y el hecho de que era una sede episcopal da motivo a la tesis de que tenía una gran población serbia.
En 731 o 733 o por 740, León III concedió Iliria y el sur de Italia (Sicilia y Calabria) al Patriarca de Constantinopla Anastasio, transfiriéndole la autoridad papal en la Iglesia Oriental.
Entre los más notables edificios de las iglesias tempranas se incluyen el monasterio del Arcángel Miguel en Prevlaka (Ilovica), construido a principios del siglo IX, en la localización de las iglesias más antiguas de la estructura de tres naves con tres ábsides hacia el Este, que data de los siglos III y VI, Bogorodica Hvostanska (siglo VI) y la Iglesia de San Pedro y San Pablo.

#### Establecimiento de eparquías (870–1018)

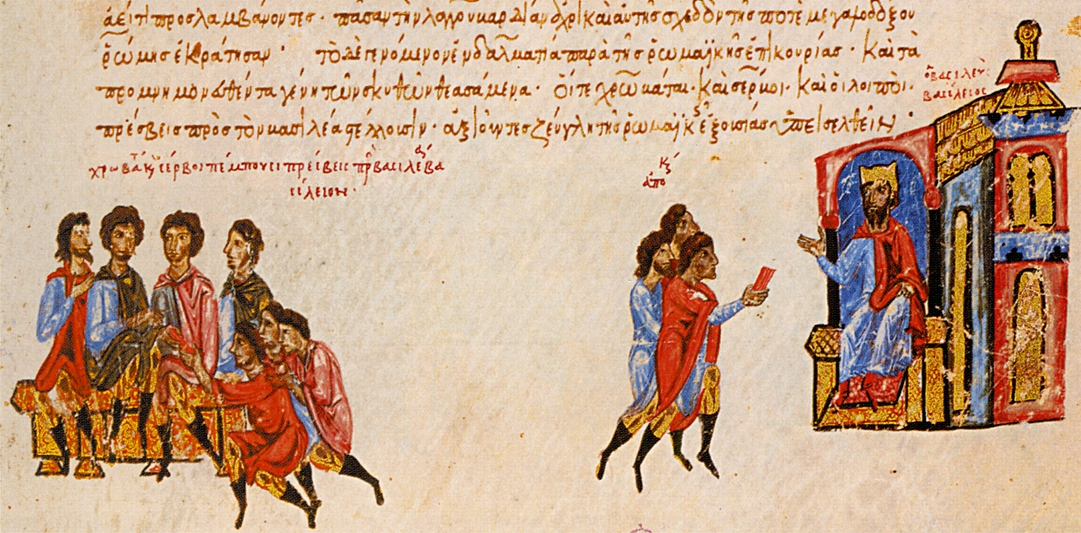
Una delegación serbia con Basilio I.

El establecimiento del cristianismo como religión de Estado se remonta a la época del príncipe Mutimir y el emperador bizantino Basilio I (r. 867-886), quien, luego de haber logrado poner a los serbios bajo su mando nominal, enviaron sacerdotes junto con el almirante Nicetas Ooryphas, antes de la operaciones contra los sarracenos en el año 869 cuando las flotas dálmatas fueron enviados para defender la ciudad de Ragusa.

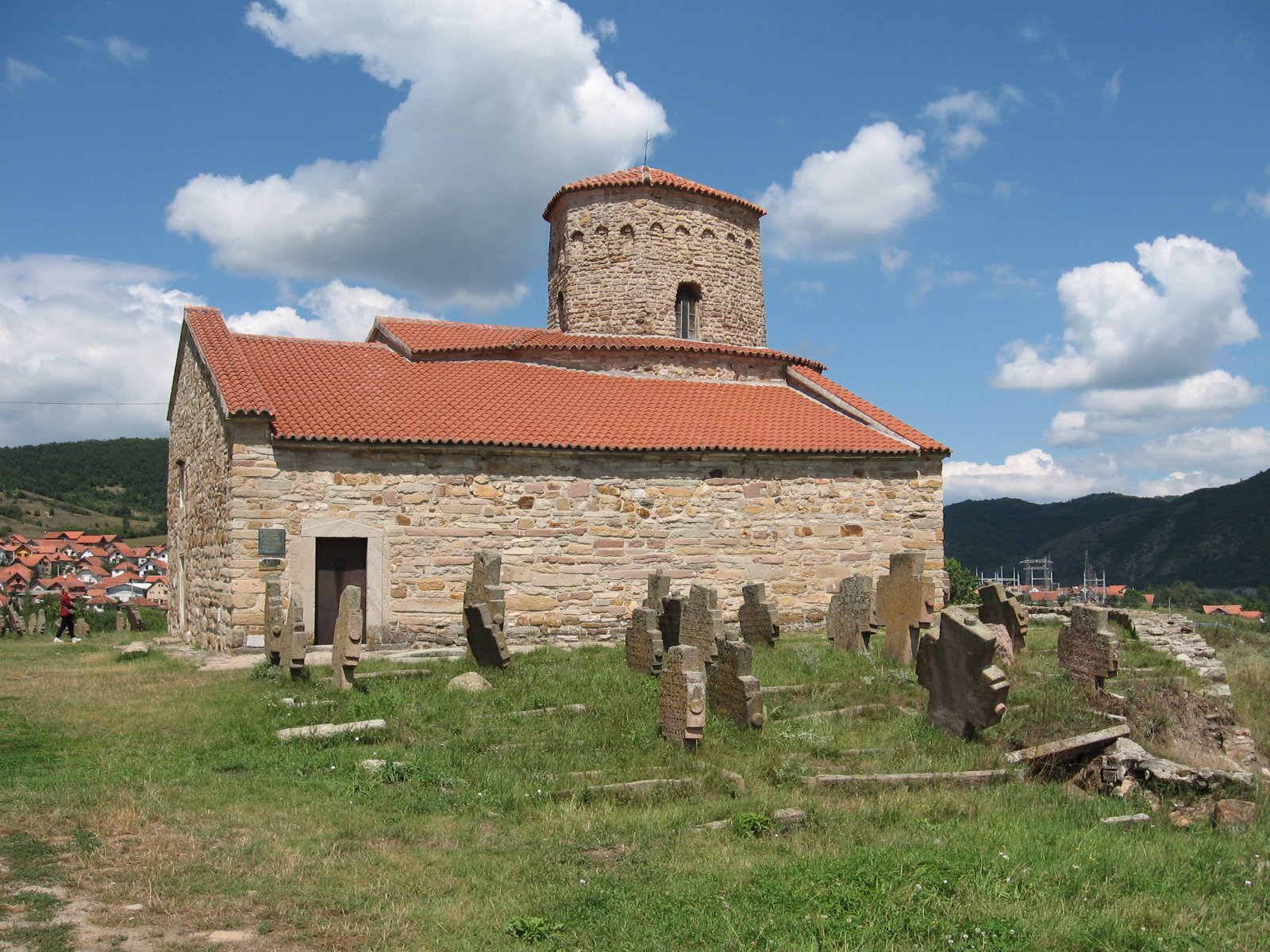
La Iglesia de los Apóstoles San Pedro y San Pablo en Novi Pazar, fundada en el y completada en el.

La cristianización se debió en parte a la influencia bizantina y, consecuentemente, de Bulgaria. Por lo menos durante el gobierno de Kotsel de Panonia (861-874), las comunicaciones entre Serbia y la Gran Moravia debieron haber sido posibles. Existe la posibilidad de que algunos alumnos Cirilometodios llegaran a Serbia en la década de 870, tal vez incluso enviados por el propio Metodio. Serbia se consideró como cristiana alrededor de 870.
El primer obispado serbio fue fundada en el centro político en Ras, cerca de la actual Novi Pazar en el río Ibar. La afiliación inicial es incierta, ya que puede haber estado bajo la subordinación de Split o Durazzo, ambas entonces bizantinas. La iglesia primitiva de los apóstoles Pedro y San Pablo en Ras se puede fechar en el siglo IX y X con el característico plan de rotonda de las primeras capillas judiciales. El obispado fue establecido poco después de 871, durante el reinado de Mutimir, y fue parte del plan general de establecer obispados en las tierras eslavas del imperio, confirmado por el Concilio de Constantinopla en 879-880. La Eparquía de Braničevo fue fundada en el 878 (como una continuación de Viminacium y Horreum Margi). El sello de Strojimir (muerto entre 880 y 896), el hermano de Mutimir, fue comprado por el Estado serbio en una subasta en Alemania. El sello tiene una cruz patriarcal en el centro y las inscripciones griegas que dicen: "Dios, ayúdame Strojimir (CTPOHMIP)".
Petar Gojniković (r. 892-917) era, evidentemente, un príncipe cristiano. La cristiandad, presumiblemente, se estaba extendiendo en ese momento, también desde Serbia bordeando Bulgaria, de donde quizá procedieran las influencias cristianas y los misioneros. Eso aumentaría en una posterior paz de veinte años. La generación anterior (Mutimir, Strojimir y Gojnik) tenían nombres eslavos, pero los siguientes (Petar, Stefan Mutimirović, Pavle Branović o Zaharija Pribislavljević) eran cristianos, un indicio de misiones bizantinas a Serbia, así como a los eslavos de la costa del Adriático, en la década de 870.
La anexión búlgara de Serbia en 924 fue importante para la futura dirección de la Iglesia serbia. Para entonces, a más tardar, Serbia debía haber recibido el alfabeto cirílico y el texto religioso eslavo, ya familiar, pero tal vez todavía no preferido al griego.

#### Arzobispado de Ohrid (1018-1219)
En 1018-19 el Patriarcado de Bulgaria fue transformado en lo que va a ser el arzobispado de Ohrid, eso después de la conquista bizantina del Primer Imperio búlgaro en 1018. La lengua griega sustituyó al idioma eslavo búlgaro. Serbia se administró eclesiásticamente en varias diócesis, la diócesis de Ras, mencionada en la primera carta de Basilio II (r. 976-1025), se convertía en parte del arzobispado de Ohrid y abarcó las zonas del sur de Serbia, por los ríos Raska, Ibar y Lim, evidente en la segunda carta de Basilio II. Entre los primeros obispos son Leoncio (fl. 1123-1126), Cirilo (fl. 1141-1143), Euthemius (fl. 1170) y Kalinik (fl. 1196). Se unió al arzobispado autocéfalo de Žiča en 1219, en la época de San Sava.
En los chrysobulls de Basilio II fechada en 1020, el obispado Ras se menciona como servicio de la totalidad de Serbia, con la sede en la Iglesia de los Apóstoles San Pedro y San Pablo.
El Evangeliario del siglo X y XI Codex Marianus, escrito en antiguo eslavo eclesiástico en alfabeto glagolítico, es uno de los manuscritos eslavos más antiguos conocidos y fue escrito en parte de su redacción en antiguo serbio. Otros manuscritos antiguos Grškovićev odlomak Apostola y Mihanovićev odlomak, ambos del siglo XI.

#### Arzobispado serbio (1219-1346)

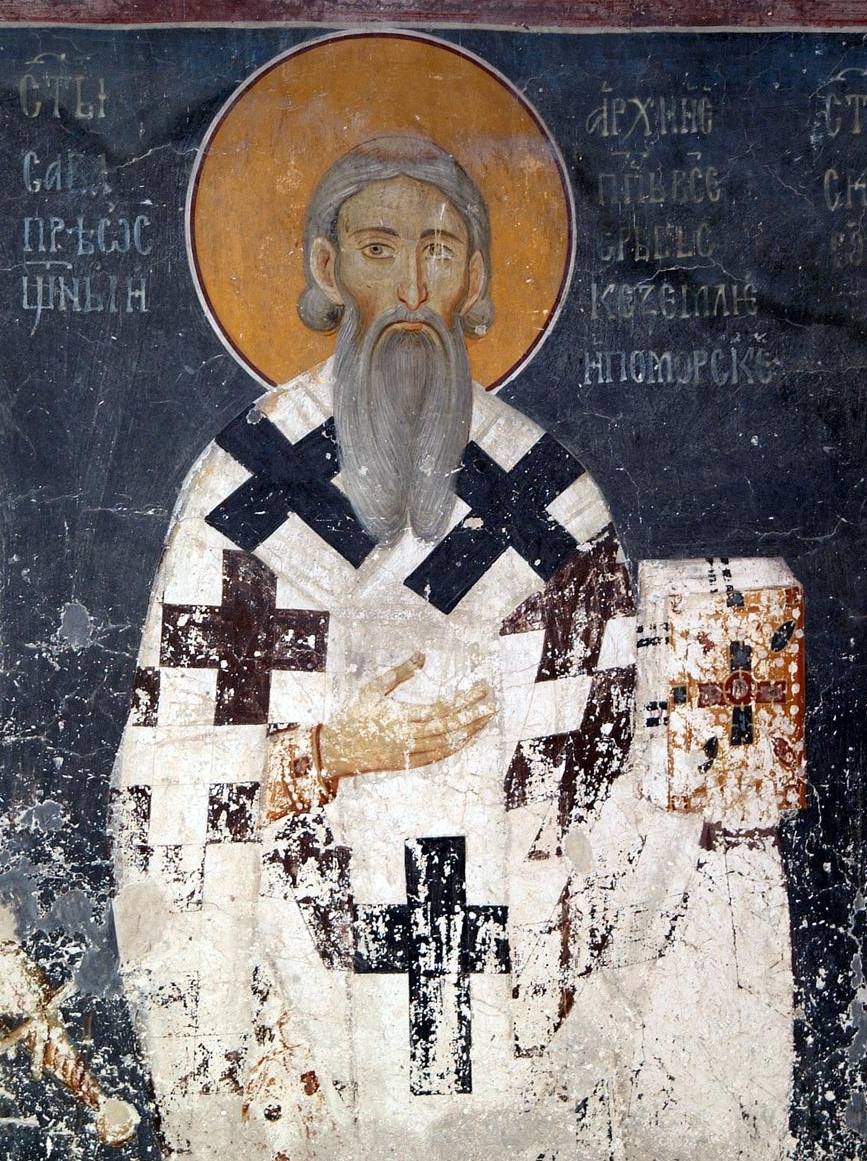
San Sava
Primer Arzobispo de Serbia

En el otoño de 1192 (o poco después), Rastko Nemanjić, el ex Gran Príncipe de Hum con su padre Stefan Nemanja, se unió a un monje ruso para dar limosna al monasterio de San Pantaleón en el Monte Athos, donde se le dio el nombre monástico de Sava (Sabas). No se quedó mucho tiempo, dejándolo por el monasterio de Vatopediou. Su padre más tarde se unió a él, llegando al Monte Athos el 25 de marzo de 1195, y tomando los votos monásticos bajo el nombre de Simeón. Padre e hijo pidieron la Comunidad Santa que el centro religioso serbio había fundado en el sitio abandonado de Chelandariou, que renovaron, marcando el comienzo de un renacimiento en las artes, la literatura y la religión. El padre de Sava murió en Chelandariou el 13 de febrero de 1199, y fue canonizado como San Simeón. Sava construyó una iglesia y una celda en Karyés, donde permaneció durante algunos años, convirtiéndose en un Hieromonje y después un Archimandrita en 1201. Él escribió el Typikón Karyés durante su estancia allí, y todavía existe una inscripción en mármol de su obra.
Regresó a Serbia en 1207, llevando consigo los restos de su padre, que enterró en el monasterio de  Studenica, después de la conciliación de Stefan II con Vukan, que anteriormente se había involucrado en un conflicto por la sucesión (guerra civil). Stefan II le pidió que permaneciera en Serbia con sus clérigos, lo que hizo, proporcionar atención pastoral y la educación generalizada al pueblo de Serbia. Fundó varias iglesias y monasterios, entre ellos el monasterio de Žiča. Sava llevó la corona real de Roma, coronando su hermano mayor "Rey de toda Serbia" en el monasterio de Žiča en 1217.

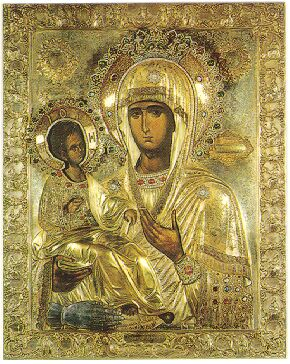
El icono Bogorodica Trojeručica, el Theotokos de tres manos.

Sava volvió a la Montaña Sagrada en 1217-18, que marca el inicio de la formación real de la Iglesia serbia. Fue consagrado en 1219 como el primer arzobispo de la iglesia serbia y se le dio autocefalía por el patriarca de Constantinopla Manuel I, que entonces estaba en el exilio en Nicea. En el mismo año Sava publicó el Zakonopravilo (Nomocanon de San Sava), la primera constitución serbia. Así, los serbios adquirieron ambas formas de independencia: política y religiosa. Después de esto, en Serbia, se quedó en Studenica y continuó educando al pueblo serbio en su fe, y después pidió un concilio que prohíbiera los bogomilos, que fueron considerados herejes. Sava nombró proto-obispos, enviándolos a través de toda Serbia para llevar a cabo bautismos, matrimonios, entre otras actividades. Para mantener su posición como el líder religioso y social, Sava siguió viajando por monasterios y tierras para educar a la gente. En 1221 un sínodo se celebró en el monasterio de Žiča, condenando el bogomilismo.
En 1229-1233 se fue en peregrinación a Palestina y en Jerusalén se reunió con el patriarca Atanasio II. Sava vio Belén, donde nació Jesús, el río Jordán, donde Cristo fue bautizado, y el monasterio de la Gran Laura de Sabas el Santificado (monasterio de mar Saba). Sava pidió a Atanasio II, su anfitrión, y al monasterio de la Gran Laura, dirigida por el hegúmeno Nicolás, si podía comprar dos monasterios en Tierra Santa. Su petición fue aceptada y se le ofreció los monasterios de San Juan el Teólogo en el monte Sion y el monasterio de San Jorge en Akona, para ser habitado por monjes serbios. El icono Trojeručica (Theotokos de tres manos), un regalo de la Gran Laura a San Juan Damasceno, fue dado a Sava y él, a su vez, lo llegó al monasterio de Chelandariou.
Sava murió en Trnovo, capital del Segundo Imperio búlgaro, durante el reinado de Iván Asen II de Bulgaria. De acuerdo con su vida, cayó enfermo después de la Divina Liturgia en la fiesta de la Epifanía del Señor el 12 de enero de 1235. Sava estaba de visita en Trnovo a su regreso de Tierra Santa, donde fundó un hospicio para los peregrinos sirios en Jerusalén e hizo arreglos para monjes serbios de agradecer en los monasterios establecidos allí. Murió de neumonía en la noche entre el sábado y el domingo, 14 de enero de 1235, y fue enterrado en la Catedral de los Cuarenta Santos Mártires en Trnovo, donde su cuerpo permaneció hasta el 6 de mayo de 1237, cuando sus huesos sagrados fueron trasladados al monasterio de Mileševa en el sur de Serbia.
En 1253 la sede fue trasladada al Arzobispado de Peć (futuro Patriarcado) por Arsenije. En algún momento entre 1276-1292 los cumanos quemaron el monasterio de Žiča, y el rey Stefan Milutin lo renovó en 1292-1309, durante el mandato de Jevstatije II. En 1289-1290, los tesoros principales del monasterio en ruinas, incluyendo los restos de San Jevstatije I, fueron trasladados a Peć.
En 1594, los turcos otomanos desenterraron sus restos y se llevaron la reliquia a la colina Vračar en Belgrado, donde fueron quemados por Sinan Pasha en una estaca para intimidar a la población serbia en caso de revueltas como el Levantamiento de Banato. El Templo de San Sava fue construido siglos después en el lugar donde sus restos fueron quemados.

### Patriarcado serbio (1346-1463)

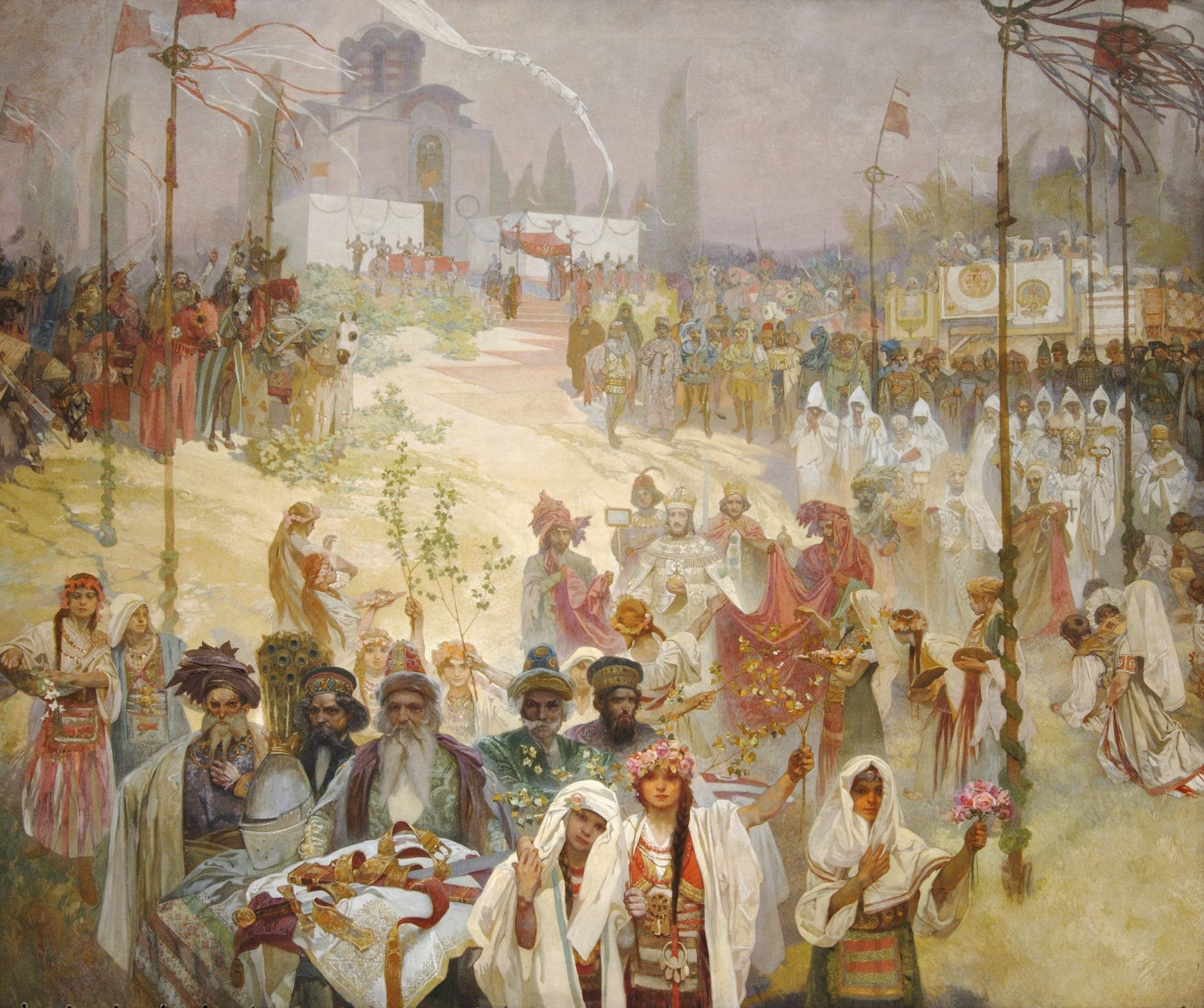
La coronación de Esteban Uroš IV Dušan como Emperador Oriental.

La situación de la Iglesia ortodoxa serbia mejoró junto con la mayor expansión y prestigio del reino medieval de Serbia. Después que el rey Stefan Dušan asumiese el título imperial de zar, el Arzobispado de Peć se planteó el correspondiente al rango de Patriarca en 1346. En el siglo siguiente, la Iglesia serbia alcanzó su mayor poder y prestigio. En el siglo XIV el clero serbio ortodoxo tenía el título de Protos en el Monte Athos.
El 16 de abril de 1346 (Pascua), Esteban Uroš IV Dušan de Serbia convocó una asamblea en Skopie a la que asistieron el arzobispo serbio Joanikije II, el arzobispo de Ohrid Nikolaj I, el patriarca Simeón de Bulgaria y varios líderes religiosos del Monte Athos. La asamblea y los clérigos acordaron y luego ceremonialmente realizaron el ascenso del arzobispado autocéfalo de Serbia a la categoría de Patriarcado. El Arzobispo, a partir de ese momento, se titularía Patriarca de Serbia, a pesar de que un documento le llamó Patriarca de los serbios y los griegos, con la sede en el Monasterio de Peć. El nuevo Patriarca Joanikije II ahora solemnemente coronó a Dušan como "emperador y autócrata de los serbios y los romanos" (en griego: Bασιλεὺς καὶ αὐτoκράτωρ Σερβίας καὶ Pωμανίας). El estado de Patriarcado resultó en el aumento de obispados a los metropolitas, como por ejemplo el Metropolita de Skopie.
El nuevo Patriarcado se hizo cargo de la soberanía en el monte Athos y los arzobispados griegos bajo el imperio del Patriarcado de Constantinopla. Por esos actos fue excomulgado por el Patriarca Ecuménico de Constantinopla en 1350.
En 1459, el Imperio otomano conquistó Serbia e hizo gran parte del antiguo reino un pashalik. Aunque algunos serbios se convirtieron al Islam, la mayoría continuó su adhesión a la Iglesia ortodoxa serbia. La propia Iglesia ortodoxa siguió existiendo durante todo el período otomano, aunque no sin alguna interrupción. Después de la muerte del patriarca Arsenio II en 1463, no fue elegido ningún sucesor. El Patriarcado fue así abolido de facto, y la Iglesia serbia pasó bajo la jurisdicción del Patriarcado Ecuménico que ejercía jurisdicción sobre todos los ortodoxos del Imperio otomano bajo el sistema del millet.

### Patriarcado serbio (1557-1766)
El Patriarcado de Serbia fue restaurado en 1557 por el sultán Solimán el Magnífico, gracias a la mediación del estadista Sokollu Mehmed Pasha. El hermano de Sokollu Mehmed o primo Macario fue elegido patriarca serbio en Peć.
La restauración del Patriarcado era de gran importancia para los serbios, ya que ayudó a la unificación espiritual de todos los serbios en el Imperio otomano. Tras las consiguientes revueltas serbias contra los invasores turcos en la que la Iglesia tuvo un papel destacado, los otomanos abolieron el Patriarcado, una vez más, en 1766. La Iglesia volvió nuevamente bajo la jurisdicción del Patriarca Ecuménico de Constantinopla. Este período de gobierno de los llamados "Fanariotas" Fue un período de gran decadencia espiritual, porque los obispos griegos tenían muy poca comprensión de sus fieles serbios.
Durante este período, muchos cristianos de los Balcanes se convirtieron al islam para evitar severos impuestos por los turcos en represalia por los levantamientos y la resistencia continuada. Muchos serbios emigraron con sus jerarcas a la monarquía Habsburgo en el que se había concedido la autonomía. El asiento de los arzobispos fue trasladado de Peć a Karlovci. El nuevo Metropolita serbio de Karlovci se convertiría en Patriarcado en 1848.

### Historia moderna
La estrecha relación de la Iglesia con la resistencia serbia a la dominación otomana llevó a la ortodoxia serbia a convertirse en parte indisolublemente unida a la identidad nacional serbia y la nueva monarquía serbia que surgió a partir de 1817 en adelante. La Iglesia ortodoxa serbia en Serbia finalmente recuperó su independencia y se convirtió en autocéfala en 1879, el año después del reconocimiento por parte de las grandes potencias de Serbia como un estado independiente. Esta iglesia era conocida como la Metropolita de Belgrado, con lo que al final del siglo XIX y principios del siglo XX, existían dos iglesias serbias separadas: el Patriarcado de Karlovci en la monarquía de los Habsburgo y la Metropolita de Belgrado en el Reino de Serbia. El Metropolitano de Cetiña celebró su sucesión al patriarcado serbio de Peć, y sus Vladikas se titula "Exarcas del Trono Peć"

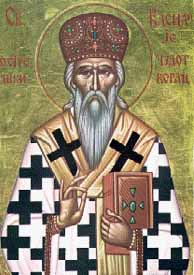
San Basilio de Ostrog.

Después de la Primera Guerra Mundial, todos los serbios ortodoxos se unieron bajo una sola autoridad eclesiástica, y las dos iglesias serbias fueron unidas en el único Patriarcado de Serbia en 1920 con la elección del Patriarca Dimitrije. Ganó gran influencia política y social en el Reino de entreguerras de Yugoslavia, tiempo durante el cual tuvo lugar una exitosa campaña en contra de las intenciones del gobierno yugoslavo de la firma de un concordato con la Santa Sede.
Durante la Segunda Guerra Mundial, la Iglesia ortodoxa serbia sufrió serias persecuciones por las fuerzas de ocupación y el rabioso régimen anti-serbio ustacha del Estado Independiente de Croacia, que buscaba crear una "Iglesia ortodoxa croata", que los serbios ortodoxos se vieron obligados a unirse. Muchos serbios fueron asesinados durante la guerra, los obispos y sacerdotes de la Iglesia ortodoxa serbia fueron objeto de persecución, y muchas iglesias ortodoxas fueron dañadas o destruidos.
Después de la guerra, la Iglesia fue suprimida por el gobierno socialista de Josip Broz Tito, que lo vieron con recelo debido a los vínculos de la Iglesia con la monarquía serbia exiliada y el movimiento nacionalista chetnik. Junto con otras instituciones eclesiásticas de todas las confesiones, la Iglesia estaba sometida a un estricto control por parte del Estado yugoslavo, que prohibía la enseñanza de la religión en las escuelas, confiscó los bienes a la Iglesia y desalentó la actividad religiosa entre la población.
La desaparición gradual del socialismo yugoslavo y el surgimiento de los movimientos nacionalistas rivales durante la década de 1980 también dieron lugar a un renacimiento religioso marcado en toda Yugoslavia, sobre todo en Serbia.
En 1967, la Iglesia ortodoxa macedonia —reconocida como Iglesia autónoma dentro de la Iglesia ortodoxa serbia— se declaró autocéfala, en lo que entonces era la República Socialista de Macedonia. La Iglesia serbia no reconoció la declaración de autocefalia  de la Iglesia macedonia y la consideró cismática, hasta que en 2022 le concedió nuevamente la comunión eclesial, poniendo fin al cisma y reconociendo que su estado actual es «la más amplia autonomía, es decir, la plena independencia interna, concedida en 1959». Las campañas para la independencia de la Iglesia ortodoxa montenegrina también ganaron terreno en los últimos años, tras la separación de Serbia y Montenegro.
Las guerras yugoslavas afectaron gravemente a varias ramas de la Iglesia ortodoxa serbia. Muchos serbios del clero de la Iglesia ortodoxa apoyaron la guerra, mientras que otros se opusieron.
Muchas iglesias en Croacia fueron dañadas o destruidas desde el comienzo de la guerra en 1991. Los obispos, sacerdotes y fieles de las Eparquías de Zagreb, de Karlovac, de Eslavonia y Dalmacia se convirtieron en refugiados. Los tres últimos fueron casi totalmente abandonados después del éxodo de los serbios de Croacia en 1995. La eparquía de Dalmacia también tuvo que ser trasladada temporalmente a Knin después de que se fundase la República de la Krajina Serbia. La eparquía de Eslavonia tuvo que ser trasladada de Pakrac a Daruvar. Después de la Operación Tormenta, dos monasterios fueron dañados en particular:

Eparquía de Ras y Prizren, que incluye la totalidad de Kosovo.

- El monasterio de Krupa fue dañado por desconocidos asaltantes croatas. Se encuentra ubicado en la ladera sur de Velebit, a medio camino entre Obrovac y Knin. El monasterio fue construido en 1317.
- El monasterio de Krka fue saqueado hasta cierto punto. Se encuentra ubicado en el parque nacional Krka, en el río Krka. En 1345, este monasterio fue mencionado por primera vez como la dote de princesa Jelena Šubić (Nemanjić).

Los eparquías de Bihać y Petrovac, Dabar-Bosnia y Zvornik y Tuzla se dislocaron también debido a la guerra en Bosnia y Herzegovina. La eparquía vio que Dabar-Bosnia se trasladó temporalmente a Sokolac y Zvornik-Tuzla a Bijeljina. Más de un centenar de propiedades de la Iglesia de la eparquía Zvornik-Tuzla fueron destruidas o dañadas durante la guerra. Muchos monasterios e iglesias de la eparquía Zahumlje también fueron destruidos y numerosos fieles de estos eparquías se convirtieron en refugiados.
En 1998, la situación se había estabilizado en ambos países. La mayor parte de los bienes de la Iglesia ortodoxa serbia fueron devueltos a su uso normal, los obispos y los sacerdotes volvieron, y lo que se había destruido, dañado o destrozado fue restaurado. El proceso de reconstrucción de varias iglesias aún está en curso, en particular la catedral de la eparquía de Karlovac. El retorno de los fieles ortodoxos serbios también comenzó, pero sus números no eran tan altos como antes de la guerra en 2004.
Debido a la guerra de Kosovo en 1999, numerosos lugares santos ortodoxos serbios en la provincia quedaron ocupados solo por el clero. Desde la llegada de tropas de la OTAN en junio de 1999, 156 iglesias y monasterios ortodoxos serbios han sido dañadas o destruidas y varios sacerdotes han sido asesinados. Durante los días de los disturbios de 2004 en Kosovo, 35 iglesias y monasterios serbios ortodoxos fueron dañadas y destruidas por tropas del UÇK. Miles de serbios se vieron obligados a desplazarse de Kosovo debido a los numerosos ataques del UÇK a las iglesias serbias y a los serbios.

## Miembros
El sitio web Adherents.com estima que el número de seguidores de la Iglesia ortodoxa serbia en el mundo puede estar entre 6,5 y 7,5 millones, mientras que otras cifras exceden los 11 millones de personas. La ortodoxia es la fe religiosa única más grande de Serbia con 6.371.584 seguidores (el 84% de la población pertenece a la misma) según el censo de 2002, y en Montenegro con 460.383 (74%). Es la segunda mayor religión en Bosnia y Herzegovina con el 36% de adeptos, y en Croacia, con el 4,4% de los fieles.
- Serbia, 6,371,584 (84%)
- Bosnia y Herzegovina, 1,484,000 (37%)[39]
- Alemania, 568,240 (0.9%)
- Montenegro, 460,383 (74%)
- Austria, 385,376 (2.2%)
- Croacia, 201,631 (4.4%)
- Francia, 70,000-100,000
- Canadá, 99,690 (0.35%)
- Australia 95,364 (0.5%)
- Estados Unidos, 68,800 (.023%)[40]
- Eslovenia, 38,964 (2%)[41]

## Estructura

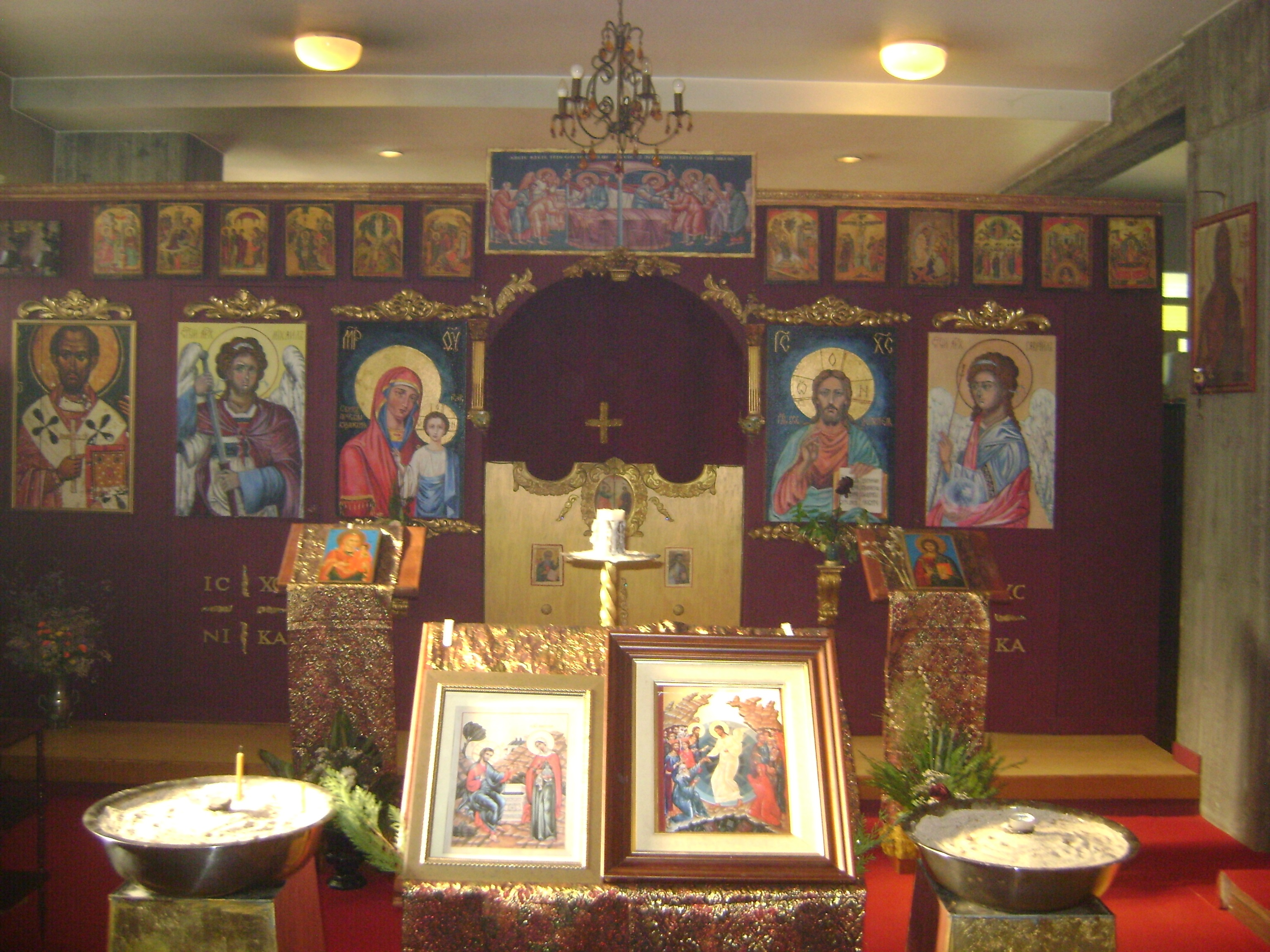
Interior de una iglesia ortodoxa del patriarcado de Serbia en La Coruña, Galicia (España).

### Liderazgo
El jefe de la Iglesia ortodoxa serbia es el patriarca. Él es también la cabeza (metropolita) del Metropolita de Belgrado y Karlovci. El actual Patriarca Porfirio está en el cargo desde el 18 de febrero de 2021. Los patriarcas ortodoxos serbios tienen el título de Su Santidad el Arzobispo de Peć, Metropolita de Belgrado y Karlovci, Patriarca serbio.
El máximo órgano de la Iglesia es la Santa asamblea de Obispos (en serbio: Sveti arhijerejski sabor, Свети архијерејски сабор). Consiste en el patriarca, los metropolitas, los obispos, el arzobispo de Ohrid y vicario episcopal. Se reúne dos veces al año, en primavera y en otoño. La Santa asamblea de Obispos toma decisiones importantes para la vida de la Iglesia y elige al patriarca. El sistema de elección del patriarca consiste en varias rondas de votación secreta para elegir a tres candidatos por mayoría absoluta entre 39 obispos. Tras esto, se meten dentro del Evangelio tres sobres sellados con los nombres de estos candidatos. A lo cual, un clérigo designado extraerá el sobre con el nombre del futuro patriarca. De esta manera, la Iglesia ortodoxa Serbia cree que el patriarca es elegido por intervención divina, dejando de lado los intereses humanos.
El órgano ejecutivo de la Iglesia ortodoxa serbia es el Santo Sínodo. Cuenta con cinco miembros: cuatro obispos y el patriarca. El Santo Sínodo se ocupa de la vida cotidiana de la Iglesia. Se reúne de manera regular.

Eparquías de la Iglesia ortodoxa serbia en la Antigua Yugoslavia.

### Organización territorial
El territorio de la Iglesia ortodoxa serbia se divide en:
- 5 metropolitas, encabezados por los metropolitanos
- 34 eparquías (diócesis), encabezados por episcops (obispos)
- Una arquieparquía autónoma (arquidiócesis, arzobispado), encabezada por el Arzobispado Autónomo de Ohrid. Se divide en una diócesis y Metropolita 6.

Las diócesis se dividen en decanatos episcopales, cada uno compuesto por varias congregaciones de la iglesia y/o parroquias. Las congregaciones de la iglesia consisten en una o más parroquias. La parroquia es la unidad más pequeña Iglesia - una comunión de fieles ortodoxos se congregan en la Sagrada Eucaristía con el párroco a la cabeza.

## Lista de los Arzobispos y Patriarcas serbios

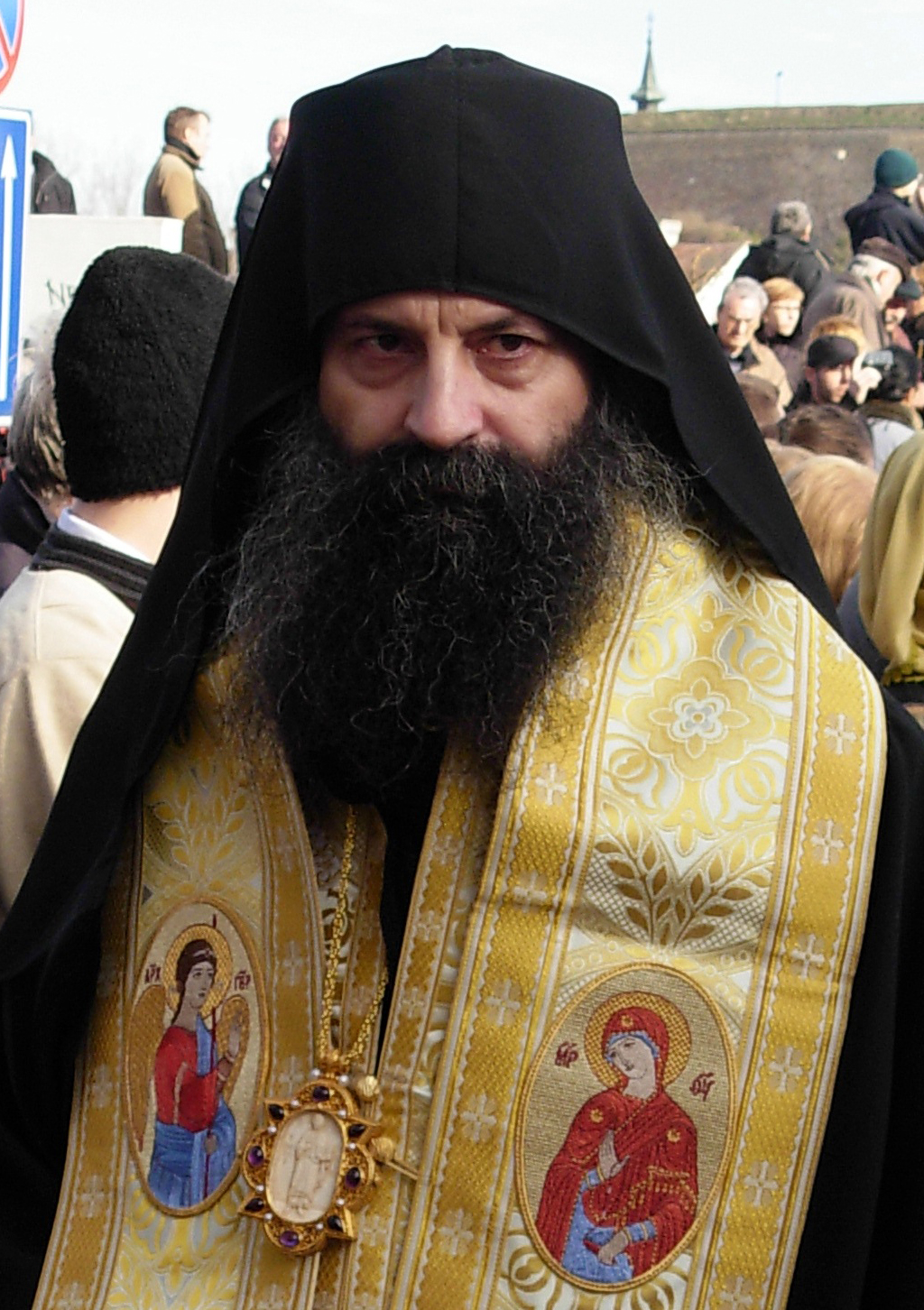
Porfirio, el actual Patriarca de la Iglesia ortodoxa de Serbia.

| Arzobispos serbios de Žiča. - Sava I (1219-1252) Arzobispos serbios de Peć. - Arsenio I (1233-1263) - Sava II (1263-1271) - Daniel I (1271-1272) - Joanicio I (1272-1279) - Eustacio I (1279-1286) - Jacob I (1286-1292) Patriarcas serbios de Peć. - Sava III (1292-1309) - Nicodemo I (1316-1324) - Juanicio II (1337-1354) - Sava IV (1354-1375) - Efrén (1375-1380) - Espiridión (1380-1389) - Efrén (1389-1390, 2˚ vez) - Daniel III (1390-1396) - Sava V (1396-1407) - Daniel IV (1407-1407) - Cirilo I (1407-1418) - Nikon (1418-1435) - Teófanes (1435-1446) - Nicodemo II (1446-1453) - Arsenio II (1453-1459) - Vacante (1459-1526) - Pablo I (1526-1541) - Vacante (1541-1557) - Macario (1557-1572) - Antonio (1572-1575) - Gerásimo (1575-1585) - Savacio (1585-1586) - Hieroteo (1586-1591) - Felipe (1591-1592) - Juan (1592-1613) - Paisios I (1613-1647) - Gabriel I (1648-1655) - Máximo I (1655-1672) - Arsenio III (1672-1691) - Calinico I (1691-1710) - Atanasio I (1711-1712) - Moisés (1712-1725) - Arsenio IV (1725-1737) - Joanicio III (1737-1746) - Atanasio II (1746-1752) - Gabriel II (1752-1752) - Gabriel III (1752-1758) - Vicente I (1758-1758) - Paisios II (1758-1758) - Gabriel IV (1758-1759) - Cirilo II (1759-1763) - Basilio (1763-1765) - Calinico II (1765-1766) | Arzobispos y Patriarcas de Karlovci . Arzobispos serbios de Krušedol - Isaías (1708) - Sofronio (1710-1711) Arzobispos serbios de Karlovci (1713-1848) - Arsenio IV (1737-1748) - Pablo (1749-1768) - Juan (1768-1773) - Vicente (1774-1780) - Moisés (1780-1790) - Esteban I (1790-1836) - Esteban II (1836-1841) - José (1842-1861) Patriarcas serbios de Karlovci. - José (1848-1861) - Samuel (1861-1870) - Procopio (1874-1879) - Gregorio I (1879-1888) - Jorge II (1888-1907) - Luciano (1908-1913) Arzobispos serbios de Belgrado. - Meletio (1831-1833) - Pedro (1833-1859) - Miguel (1859-1881) - Teodosio (1883-1889) - Miguel (1889-1898, 2˚ vez) - Inocencio (1898-1905) - Demetrio (1905-1920) Patriarcas de Peć y Belgrado, a partir de 1920 - Demetrio (1920-1930) - Bernabé (1930-1937) - Gabriel V (1938-1950) - Vicente II (1950-1958) - Germán (1958-1990) - Pablo II (1990-2009) - Ireneo I (2010-2020) - Porfirio (2021-actualidad) |

## Arte y arquitectura
Los servicios religiosos se llevan a cabo en edificios de la iglesia e involucran tanto a los clérigos como a los fieles. El estilo original de las primeras iglesias ortodoxas serbias fue la iglesia construida en madera. Estas iglesias se encuentran típicamente en las aldeas más pobres en las que era demasiado caro construir una iglesia de piedra.

### Estilo serbo-bizantino

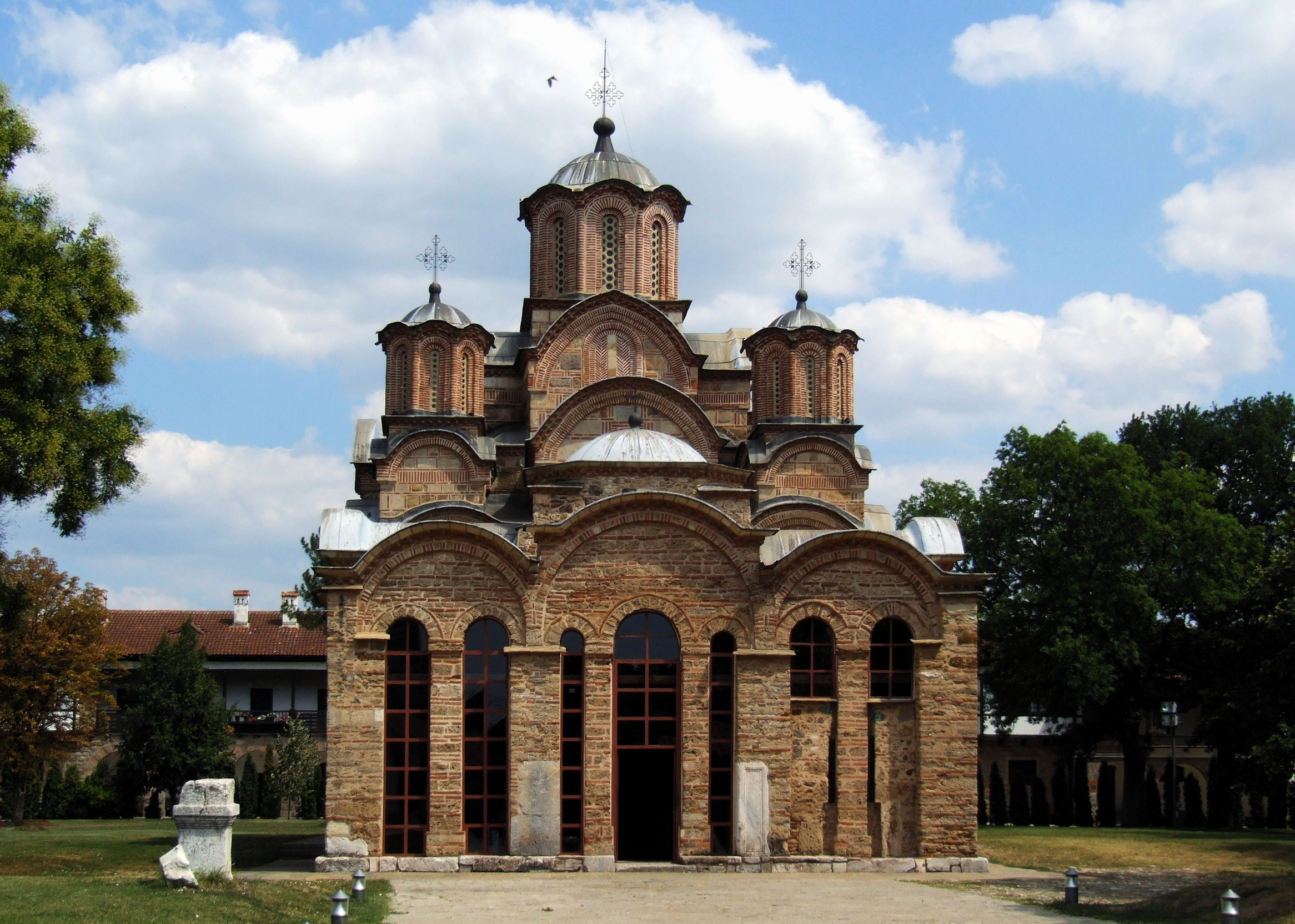
El monasterio de Gračanica cerca de Priština, ejemplo de estilo serbo-bizantino (Patrimonio de la Humanidad).

Este es el estilo típico de las iglesias más características. Este estilo de arquitectura de la iglesia se desarrolló a finales del siglo XIII, combinando las influencias bizantinas y Raskan para formar una iglesia de estilo nuevo. A finales del siglo XIII y en la primera mitad del siglo XIV el Estado serbio se expandió sobre Macedonia, Epiro y Tesalia hasta el mar Egeo. En estos nuevos territorios el arte serbio fue más influenciado por la tradición del arte bizantino.

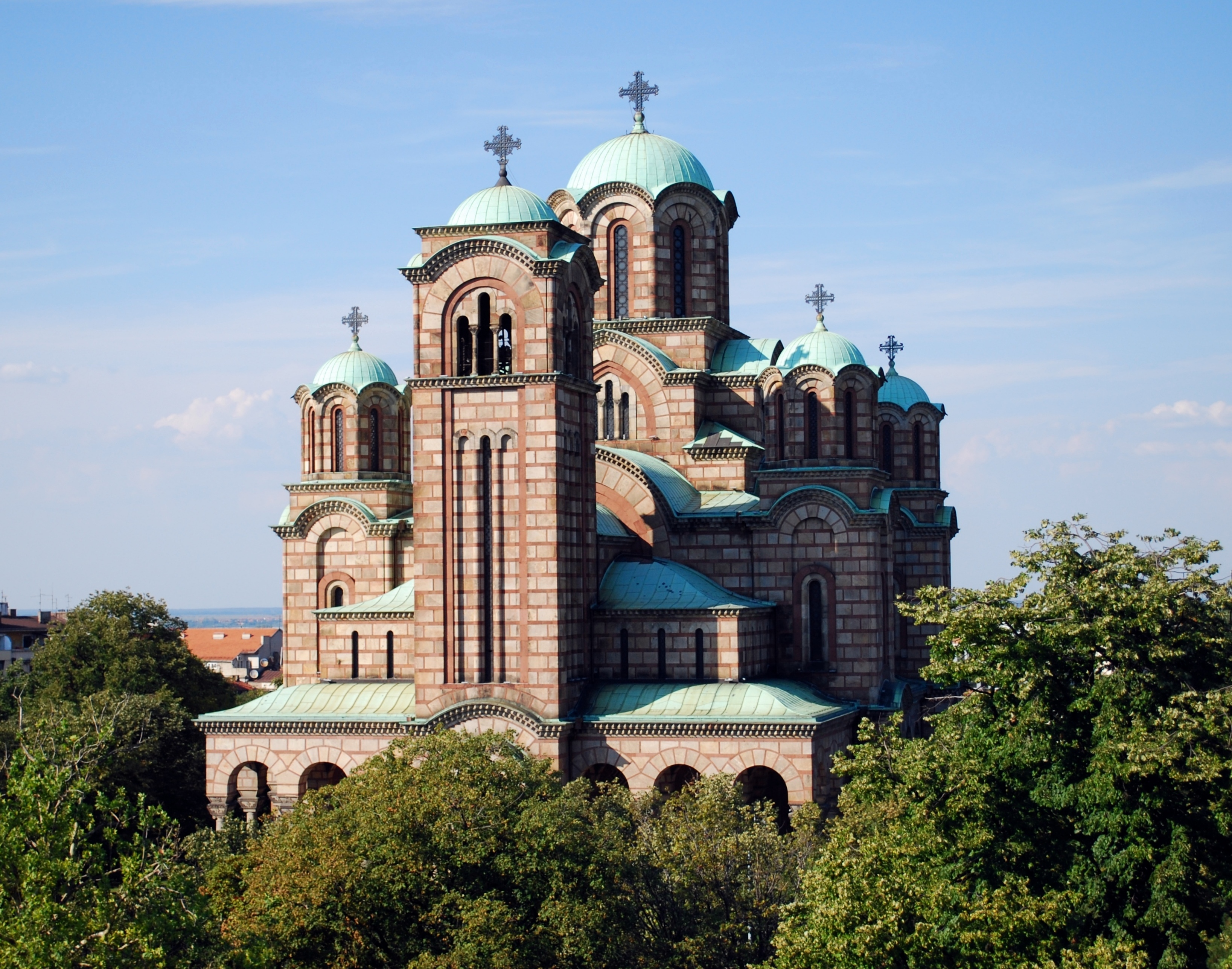
La iglesia de San Marcos de Belgrado de estilo moravio (Moravska).

El monasterio de Gračanica, que fue totalmente reconstruido por el rey Milutin en 1321, es el monumento más representativo de la arquitectura serbia del siglo XIV. La iglesia de este monasterio es un ejemplo de una construcción que logra el más alto grado de arquitectura no sólo en la forma bizantina sino en la creación de un estilo original y libre superior a sus modelos. La creación de la pared en los pasos es una de las características básicas de este templo. La iglesia de los Reyes en Studenica, caracterizada como una iglesia ideal, fue construido en las primeras décadas del siglo XIV.
A finales de la tercera década del siglo XIV el Patriarcado de Peć finalmente se había formado. El exterior del Patriarcado es una visión de las formas propias de la arquitectura contemporánea serbia. En la mayor parte de las paredes exteriores se utilizó decoración de pintura en lugar de relieve de piedra y ladrillo y decoración en piedra. Una típica iglesia serbo-bizantina tiene una base rectangular, con una cúpula principal en el centro con pequeñas cúpulas alrededor del centro de una. El interior de la iglesia está cubierta con frescos que ilustran diversas historias bíblicas y retrata santos serbios.

### Influencias occidentales
Durante el siglo XVII muchas de las iglesias ortodoxas serbias que fueron construidas en Belgrado tuvieron todas las características de las iglesias barrocas construidas en las regiones austriacas ocupadas en las que los serbios vivían. Las iglesias solían tener un campanario y una sola nave con el elemento del iconostasio dentro de la iglesia cubierto con pinturas de estilo renacentista.
Estas iglesias se pueden encontrar en Belgrado y Vojvodina, que fueron ocupados por el Imperio austríaco desde 1717 hasta 1739, y en la frontera con Austria (más tarde Imperio austrohúngaro) a través de los ríos Sava y Danubio desde 1804 cuando el Estado serbio fue restablecido.

### Iconos

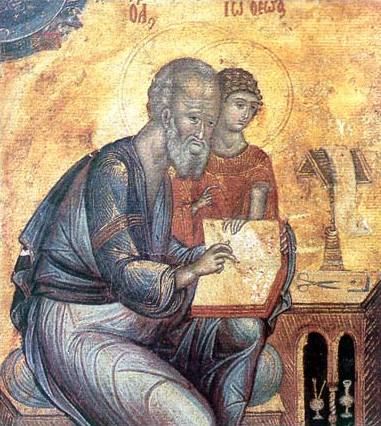
"Retrato de un Evangelista", una miniatura de Radoslav Evangelista (1429).

Los iconos están repletos de simbolismo que pretende transmitir un significado mucho más que la simple identidad de la persona representada, y es por esta razón que la iconografía ortodoxa se ha convertido en una ciencia exacta de copiar mayores iconos en lugar de una oportunidad para la expresión artística. Los ortodoxos creen que los primeros iconos de Cristo y de la Virgen María fueron pintados por Lucas el Evangelista. Los ortodoxos consideran su representación de Cristo como precisa, con Cristo con pelo rizado semi-marrón, ojos marrones y características semíticas (la Virgen María es similar). Las tradiciones personales, idiosincrásicas y creativas del arte religioso europeo occidental son en gran medida carente de iconografía ortodoxa antes del siglo XVII, cuando la pintura de iconos rusa fue fuertemente influenciado por las pinturas religiosas y grabados, tanto de Europa protestante como de la católica. La pintura de iconos griega también comenzó a adquirir una fuerte influencia romántica occidental por un período y la diferencia entre algunos iconos ortodoxos y arte religioso occidental comenzó a desvanecerse. Más recientemente ha habido una fuerte tendencia de volver a las representaciones más tradicionales y simbólicos.

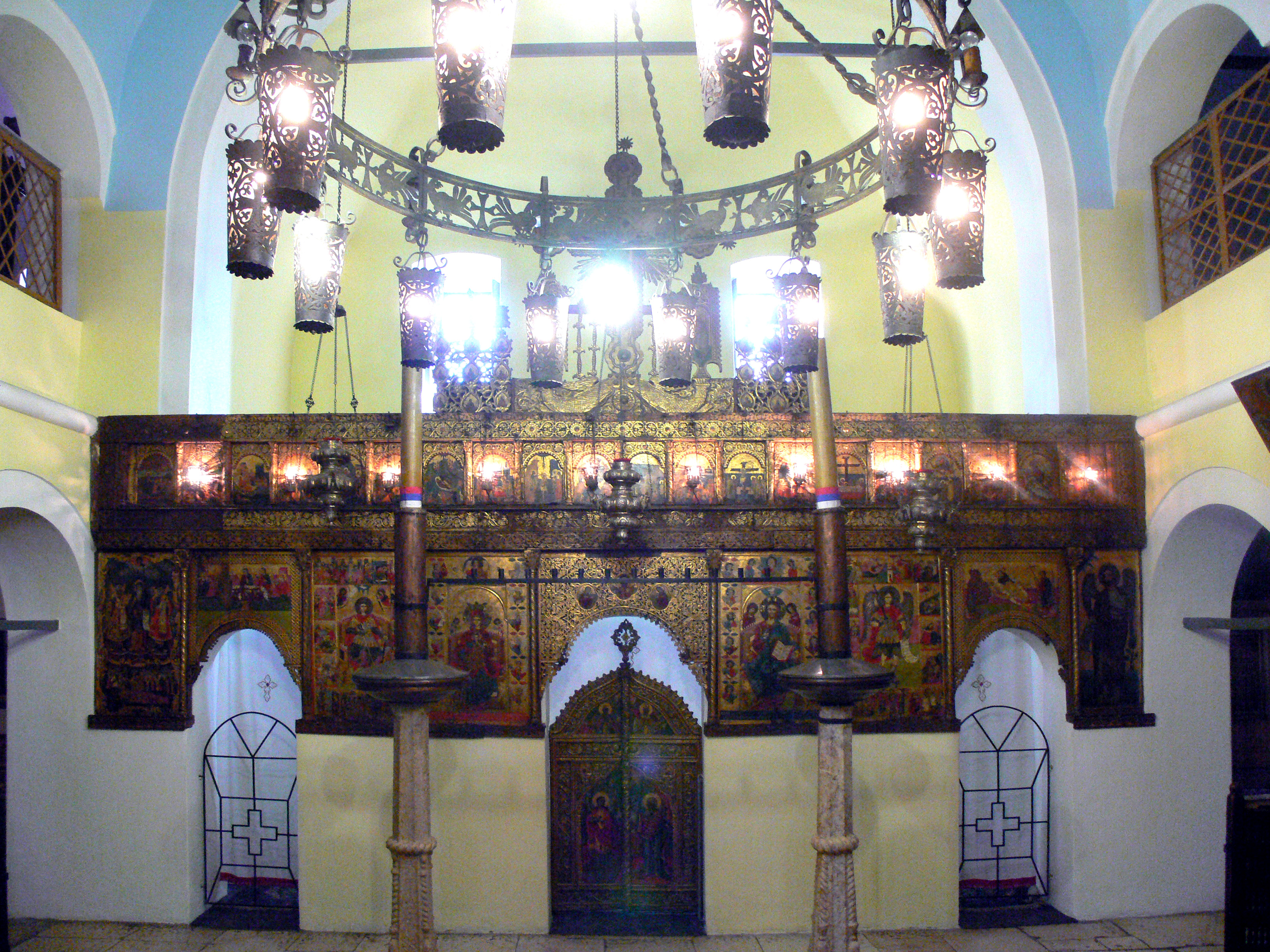
Iconostasio de la antigua Iglesia ortodoxa serbia en Sarajevo.

Los iconos no son considerados por los ortodoxos como "ídolos" o ídolos, pero las prohibiciones contra las estatuas tridimensionales siguen vigentes, aunque antes de la crisis de la iconoclasia había una tradición cristiana oriental de la estatuaria, aunque no tan importante como en Occidente. Las prohibiciones bíblicas contra las representaciones materiales han sido alteradas por Cristo (como Dios) se llevó en forma material. Además, no es la madera o pintura que se veneran, sino más bien Dios es a través del individuo (o acontecimiento) retratado.
Los iconos grandes se pueden encontrar adornando las paredes de las iglesias y cubren a menudo la estructura interior completamente. Los hogares ortodoxos a menudo también tienen iconos colgados en la pared, por lo general junto a una pared del este frente, y en una ubicación central donde la familia puede orar junta.
Los iconos son, a menudo, iluminados con una vela o lámpara de aceite (cera de abeja para las velas y el aceite de oliva para las lámparas son preferidos porque son naturales y quema limpiamente). Además de la finalidad práctica de hacer iconos visibles en una iglesia de otra manera oscura, ambas velas y lámparas de aceite simbolizan la Luz del Mundo, que es Cristo.
Los cuentos de los iconos milagrosos que se movían, hablaban, lloraban, sangraban o derramaron mirra fragante no son infrecuentes. Algunos iconos milagrosos cuyas reputaciones abarcan largos períodos de tiempo sin embargo se convierten en objetos de peregrinación junto con los lugares donde se encuentran.